# Slovo
Slovo (стилизовано как SLOVO) — российская баттл-площадка. Основана в сентябре 2012 года Антоном «Mr. Hyde» Белогаем и Сергеем «PLC» Трущевым в Краснодаре. Позже филиалы Slovo появились в Москве, Санкт-Петербурге, Новосибирске, Екатеринбурге, Нижнем Новгороде, Хабаровске, Ростове-на-Дону, Уфе, Минске, Харькове, Самаре и других городах. С 2016 года проводятся баттлы под названием Slovo 2.0.

## История

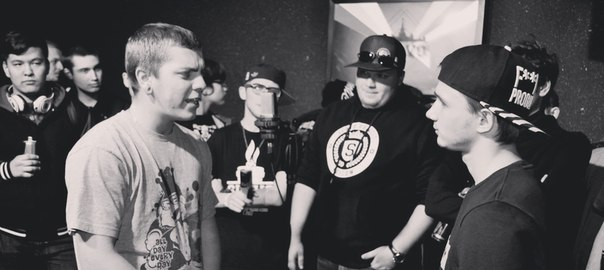

Рэперы Mr. Hyde и PLC из Краснодара познакомились в 2003 году, вместе участвовали в онлайн-баттлах, а в 2012 году создали проект «Битва Новой Эры» с танцевальными баттлами и рэп-баттлами под бит. В том же году они основали в Краснодаре баттл-площадку Slovo для акапельных баттлов, ориентируясь на британскую площадку Don’t Flop. По словам одного из основателей — Хайда, одним из первых вариантов названия для площадки был «Versus».
Сначала были записаны показательные баттлы для публичного ознакомления, затем была открыта регистрация на первый соревновательный сезон. Первые баттлы записывались в краснодарском Центре современного искусства «Ангарт». Для популяризации площадки были приглашены известные рэперы: ST, DJ Kid, DJ Miss Dippy, Onyx. Фристайл-баттл Noize MC против Кубинца на Slovo и баттл Хайда против СД на Versus Battle привлёк дополнительное внимание к площадке. С 2014 года начали открываться филиалы в других городах России, Белоруссии и Украины. В настоящее время филиалы существуют в четырёх городах России (Краснодаре, Нижнем Новгороде, Новосибирске и Хабаровске). Помимо этого, в Москве действует проект «Slovo: Back to Beat», где проводятся баттлы под музыкальные биты. Ранее филиалы также существовали в Санкт-Петербурге, Екатеринбурге, Минске, Алма-Ате, Мурманске, Уфе, Ростове-на-Дону, Самаре, Тюмени, Саранске, Барнауле. В некоторых филиалах не велась видеозапись мероприятий либо осуществлялась в плохом качестве. К 2019 году большинство филиалов закрылось, некоторые отделились от проекта и стали независимыми площадками. Живые мероприятия под брендом Slovo проводились в Лондоне, Ижевске, Казани, Астрахани, Волгограде, Симферополе, Сургуте, Ставрополе, Одессе, Ялте, Сочи.
В 2014 году состоялся первый всероссийский фестиваль SlovoFest под Анапой, где на протяжении трёх дней проходили рэп-баттлы представителей всех филиалов Slovo. В 2015 был проведён ещё один фестиваль, ставший широко известным благодаря легендарному баттлу Хайда и Чейни, связанному с конфликтом двух организаторов площадок и отмеченному значительным эмоциональным накалом и исключительно высоким качеством текстов и подачи со стороны обоих участников.
В 2012 году победителем «Slovo Краснодар» стал Арсен «Реванш» Абрамян, в 2013 — Игорь «QcheR» Хворостянов, в 2014 — Дмитрий «Хасан» Хасанов. С 2016 года исполнительным директором Slovo Project является Дмитрий «Johnny Quid» Капранов.
31 декабря 2019 года Johnny Quid объявил об уходе с поста исполнительного директора проекта «Slovo».

## Победители и участники сезонов SLOVO
| Победитель                                             | Участники | Филиал                    | Года проведения | Сезон                 | Организаторы                                                                         |
| ------------------------------------------------------ | --- | ------------------------- | --------------- | --------------------- | ------------------------------------------------------------------------------------ |
| Реванш (Арсен Абрамян)                                 | 13/47, Хайд, Тощи Так-То, Лям, Walkie, QcheR, Ваня_Aneak, Dэmm, Сван, Парацельс, Сэт, Скрэпер, Ашур, Хасан, Sano MC, Кубинец, Keine, Vic’S, Kim, Alr1ght, Tre, Чиркало, Масти, Неопознанный стиль, Disail, Анзаур Kox_Pit, ТЭМ, Ness, DeX, Коля Хэйт, Hit | Краснодар                 | 2012            | 1                     | Хайд (Антон Белогай), PLC (Сергей Трущёв)                                            |
| QcheR (Игорь Хворостянов)                              | Edya Elate, Икстайп, Скрэпер, 13/47, ТЭМ, Walkie T, Сван, Дима Деспот, D-Kim, OI Z, Arka, Такини, Symba SLK, LoopRobbah, Nitter | Краснодар                 | 2013            | 2                     | Хайд (Антон Белогай), PLC (Сергей Трущёв)                                            |
| Хасан (Дмитрий Хасанов)                                | R.S’ONE, Walkie, Alr1ght, Скрэпер, Хайд, Икстайп, PLC, 13/47, Ли, Лям, Зил, QcheR, Ив, Сэт, Кубинец | Краснодар                 | 2013            | 3                     | Хайд (Антон Белогай), PLC (Сергей Трущёв)                                            |
| Скрэпер (Андрей Ковалёв)                               | 13/47, .Otrix, Edya Elate, WahaBeat, FakiL, Dima KEX, Артем Зил, Frost IK, QcheR, OD!N, Nitter, Кубинец, Symba, KRK, YKAR | Краснодар                 | 2014            | 4                     | Хайд (Антон Белогай), PLC (Сергей Трущёв)                                            |
| Гнойный (Вячеслав Машнов)                              | Чейnи, Zaebatsu, Rassel, Xarrison, Abbalbisk, Eddy, NikiTikiTavi, Mladin, Эгоист, Кабуто Крюгер, Корифей, Churdal', Nongratta, Рома Tills, Lokos | Санкт-Петербург           | 2014            | 1                     | Дмитрий Луканин, Сергей Васильев                                                     |
| Интего (Дмитрий Мещеряков)                             | Халф, Nongratta, Алекс Таппер, Райтраун, Лэтсов, Вараб, Niki L, Чиба, Rumpel, Ammiak, Rickey F, Тесла, Вектор, Rapizz, Evil Elvi, 75, Incostar, Wairo, Юра Котов, Нищебродский, Novak, Skil Bang, Leda, Timmy Milligan, Никитайп, Ночной, Wonderson, Комедиант, Theeds, Rocket Start | Москва                    | 2014            | 1                     | Nongratta (Гор Бабаханян)                                                            |
| Финал не был проведён                                  | ParaGrin, Шум, bOBEY, Лёша Zer0, Flesh, Долби, Франц, Рус(Tatar’Nigga), MC Di, Tempo, Капитан Фламинго, MicSteR, Веста, Clondyke, Fint Sky, Ефрем | Екатеринбург              | 2014            | 1                     | 4Ч (Кирилл Черненко), МЦ камар (Павел Ставров)                                       |
| Mayke (Алексей Антимайкин)                             | JesseJames, 1Nstall, LapA, Wild White, Johnny, YoGa Mc, Исус, Johnny Quid, Sappie, El Loko, ALT, Sipa, АктиVick, Mr.Krouly, D.Strict | Хабаровск                 | 2014            | 1                     | Johnny Quid (Дмитрий Капранов)                                                       |
| Mad_Rid (Мария Сараджишвили)                           | Ундерменш, Глум, Koral, Стэнли Ипкисс, unfo, VargaN, DoubleYou5, Сеня Дата, Villy a.k.a KoLкий Тип, Mr Nell, Gres, Exite, Chein, Пивасик Джаз | Уфа                       | 2014            | 1                     | Butcherbay (Иван Захаров)                                                            |
| Пиэм (Владислав Саркисян), Миша Бояра (Сергей Шевелев) | Decabrist, Барни, Ремэйд, Punkteer, R4L, Просто Ким, McMask, JayWhite, Max Agafon, Коля Креатив, Пиф, Jerom, Сережа Wist | Ростов Великий            | 2014            | 1                     | РоdЯ (Игорь Родичкин)                                                                |
| Эль Ренамэ (Глеб Юрченко)                              | Arttrick, Вяч, Марат МК, Plage Doctor, Fara aka 43 см, Dee Light, Руслан Deo, ВалитДым, Ваня Мел, Ombra, Duke Punch, Prince Kreo, MadBull | Самара                    | 2014            | 1                     | Duke Punch (Денис Фомин), Авангард (Игорь Белоусов), Лёша StereoTip (Алексей Корнев) |
| Neks (Артур Тимиршин)                                  | Варган, Berlin, fARSell, TvoiBoy, Лабиринт, Глум, Пивасик Джаз, Villy, M3, Рəхим, Красный Пакет, Стэнли Ипкисс, Gres | Уфа                       | 2014 — 2015     | 2                     | Butcherbay (Иван Захаров)                                                            |
| Тесла (Артём Лобжанидзе)                               | Млечный, Teeraps, Narek, White Bear, Райтраун, Rapizz, OboltyZ!, Саша Coi, Akuma Beast, V-King, Федор Мясник, Mc Dem, Leda, H1Maru, ZeR0-Q, Тинки-Винки, Скучный малый, Мориарчи, Kod Sebur, Johan, Андрей Лэтсов, Добрый Дми, Крошка енот, Миша Просто, Smog, Петро, JPI, B-Lov, Димас, Саша MeR, Вэл, SЭЙми, Хэппи, True Frick, Theeds, Egor Neiv, Шишкин, Старый, Sev-n-Sins, Робин Бобин, Астор, Бонмотист, Хронос, Wairo, Комедиант, !!!Тихо, Montero | Москва                    | 2014 — 2015     | 2                     | Niki L (Никита Луппов), Tesla (Артём Лобжанидзе)                                     |
| Punkteer (Андрей Шеламов)                              | Decabrist, n.next, Пунчер, Ykar, Хаст, Pul-B, CrazyRainer, Killa Jouk, Ножик, Стэн, Ремэйд, Niksel, Наудачу | Ростов Великий            | 2014 — 2015     | 2                     | РоdЯ (Игорь Родичкин)                                                                |
| Abbalbisk (Сергей Стариков)                            | Корифей, Юля Kiwi, Букер Д.Фред, Vs94ski, Домашний, Xarrison, Rassel, Челодрас, Art-1st, Prime, Lama, Eddy, Edik_Kingsta, Фаллен МС, ΨBoy | Санкт-Петербург           | 2015            | 2                     | Ден Чейни (Денис Чудиновский), Берсерк (Дмитрий Михайлов)                            |
| Руслан Deo (Руслан Махмутов)                           | Pitch Killa, Дедайт, Skymir, Baha, ВRЧ, Максим Мразь, Doni, Япончик, Дима Автор, dope-adop, Gambino, ДаТу, Страйф, Ниро | Самара                    | 2015            | 2                     | Авангард (Игорь Белоусов), Лёша StereoTip (Алексей Корнев)                           |
| МЦ Похоронил (Сергей Голиков)                          | Teeraps, Комедиант, True Frick, Пачука, MC Dem, White Bear, Niki L, Халф, Pocherk, R1Fmabes, Vision, Tvoigreh, Halloween, Злая Элви, Nongratta | Москва                    | 2015 — 2016     | 3                     | Тесла (Артём Лобжанидзе), Вараб (Артём Аккаев), Narek (Нарекаци Петросян)            |
| Nitter (Виталий Каиров)                                | Пиэм, El Loco, Огневский, PARoVoZ, Ykar, Майк, Gëtze, N.next, Blizz4rd, Ножик, Дунадан, Miracle, Scrooj, Punkteer, Упрямый, 2Ace, Da’y Rhyme, Filipp M’art, Bandicoot, Jimmy-M, Престон, Tomy Ryan, Ра-Амон, Madl1nk, Nestor | Краснодар, Ростов Великий | 2015 — 2016     | SLOVO: Юг             | Хайд (Антон Белогай), PLC (Сергей Трущёв), РоdЯ (Игорь Родичкин)                     |
| Браги (Дмитрий Чайко)                                  | Очередной Картавый, Sector, Кепкин, Павел Мартовский, Кирилл Че, Dэма, Электромышь, Рус(Tatar’Nigga), Jonsty, Eduard Koks, Капитан Фламинго, Архъангелъ, Артём Schifft, Сиптикон | Екатеринбург              | 2015 — 2016     | 2                     | Paragrin (Григорий Рябков)                                                           |
| Scream (Сергей Васильев)                               | Некий Рэ, Ликург, Антон Стерео, Eighty Eight, NoName, Миша Конфуз, Vitamin D, Movec, E.T.I., Shams, Совец, Mario, Nickeylean, Kazanskij | Новосибирск               | 2015 — 2016     | 1                     | JustNemo (Александр Леонов)                                                          |
| YoGa Mc (Руслан Мамедов)                               | Несвятой, Марк Брагин, Сторик, Wild White, Женя Лимбо, ТРА, D.Strict | Хабаровск                 | 2015 — 2016     | 2                     | Johnny Quid (Дмитрий Капранов)                                                       |
| СДобрымУтром (Владимир Мальцев)                        | Chester, Спаситель, High Rise, Олеззи Убийца, Влад Павлов, HAMЕΛЕОН, PVЯVDRUGS, Смайт, 13, Mad Cad Lex, ЛеГо, НеНуАЧе, Макс Голос, Asmodey, Йан, | Харьков                   | 2016            | 1                     | Tedrax (Илья Чудиновских)                                                            |
| Fara aka 43см (Мовсес Оганян)                          | Фёдор Нель, Oxymoron, Дима Автор, Beyond, Linkor, dARWIN, Долмат, Aj Lee, Япончик, Jeeza, Lucky Strike, Astro, Hyskillz, Yoш | Самара                    | 2016            | 3                     | Авангард (Игорь Белоусов), alexstereotip (Алексей Корнев)                            |
| МЦ_Бэтмен (Роман Серебряков)                           | Попов, Сторик, ReeFRunner, МЭриМЭ, А.П., AJ, Klimkz, Bench, AL, NTTL, Лимбо, Картавый Псих, JesseJames, Дима Обойдетесь, Марк Брагин, Day M, Кумар, МЭриМЭ, lvnce. | Хабаровск, Владивосток    | 2016 — 2018     | SLOVO: Дальний Восток | Марк Брагин                                                                          |
| Коснарт (Борис Потапкин)                               | Пачука, True Frick, Chester, Мориарчи, Катровасер, Керамбит, Бозон Хиггса, Сэм Данк, Vision, R1Fmabes, Elrename, Nongratta, V-King, All-Ter, Дунадан | Москва                    | 2017            | 4                     | Тесла (Артём Лобжанидзе), Вараб (Артём Аккаев), Halloween (Тимур Легай)              |
| Ликург (Давид Иобашвили)                               | Kazanskij, Левша, Некто Рэ, Ming, Dvrklvrk, BW, Sevens, NoName, Nickeylean, Guerilla | Новосибирск               | 2017            | 2                     | JustNemo (Александр Леонов)                                                          |
| Avenue (Иван)                                          | AZ, Сэм Данк, kissmysqd, Тюлень, Molly, XalvaNaGline, Nikitoss Moroz, L.A., GAP, Каупервуд, Джин, Golden, Скалли, Вечерний Алкоголик | Минск                     | 2017            | 1                     | Алексей Аникеенко, Игорь Прохоров                                                    |
| Кукиш с Хаслом (Егор Балаев)                           | Madsoul, V.V., TraceMC, Fara, Timo, Earl D., Сдобрымутром | Москва                    | 2017 — 2018     | Back To Beat 1        | Johnny Quid (Дмитрий Капранов)                                                       |
| Tedrax (Илья Чудиновских)                              | Asmodey, Спаситель, HAMЕΛЕОН, Смайт, МЦ всех МЦ, Plane Dead, Mad Cad Lex, saylipsism, Sem | Харьков                   | 2017 — 2018     | 2                     | Chester (Кирилл Христофориди), Влад Павлов                                           |
| Уинтермьют (Иван Шкварев)                              | Жаба Аркадьевна, Mr. Tomas, Надежда Граймовна, Рециди, Bookate, Вейдерус, Cyclozza | Нижний Новгород           | 2017 — 2018     | 1                     | Никита Корень, Сергей Сивов                                                          |
| Финал не был проведён                                  | Kazanskij, Goffart, Некто Рэ, Услуги электрика, Левша, Dэма, JustNemo, Лобыкин | Новосибирск               | 2018            | 3                     | JustNemo (Александр Леонов)                                                          |
| СДобрымУтром (Владимир Мальцев)                        | ИзТолпЫ, Gunfinger, Pitty, MZLFF, Mad Mind, Бизон, Энвими, Doorbell, MZLM, XXV кадр, Masta.M, Екат96, alexstereotip, Dunno, Hyskillz | Москва                    | 2019 — 2020     | Back To Beat 2        | Johnny Quid (Дмитрий Капранов)                                                       |
| МЦ всех МЦ (Николай Тринёв)                            | Flashbacks, Лисица, High Rise, Insider, Смайт, Лис, No Name, Mad Cad Lex, Йан, Konglomerat Kidnepa, Арханк, Олеззи Убийца, Спаситель, Комментатор | Харьков                   | 2019            | 3                     | Chester (Кирилл Христофориди), Влад Павлов                                           |
| Финал не был проведён                                  | Ameli Lenz, Killdross, A.S., CoolХоз, Рециди, Сокращенец, Borntopraay, Vision | Нижний Новгород           | 2019            | 2                     | Никита Корень, Сергей Сивов                                                          |
| Финал не был проведён                                  | 13/47, D’Flame, Blizz4rd, A.S., Walkie, Ножик, Triple Ace, Упрямый, Faust, Пунчер, Райку, Скрэпер, Эдичка, Рециди, Ameli Lenz, Jimmy-M | Краснодар                 | 2019            | 7                     | Тихон Яковенко, Дмитрий Сопов                                                        |

## #SLOVOSPB
В 2015 году филиал Slovo в Санкт-Петербурге, которым руководил Денис «Ден Чейни» Чудиновский, решил отделиться от Slovo. С того же года он называется #SLOVOSPB. Руководителя Дэна Чейни часто критикуют за то, что он присвоил название Slovo и не придумал проекту новое название.
На #SLOVOSPB прошёл один соревновательный сезон в 2016 году, в котором победил Сергей «Seimur» Настин. В предыдущих двух сезонах, когда проект был филиалом Slovo, в 2014 году победил Вячеслав «Гнойный» Машнов, а в 2015 — Сергей «Abbalbisk» Стариков.
У проекта было два кроссовера VERSUS X #SLOVOSPB — 26 июня 2016 года и 6 августа 2017 года. На втором состоялся баттл между Oxxxymiron’ом и Гнойным.
4 июня 2016 года при поддержке #SLOVOSPB была открыта баттл-площадка 140 BPM Battle, в которой проводится турнир 140 BPM Cup. Организаторы — Эдуард «Edik_Kingsta» Левин и Дмитрий «Берсерк» Михайлов. 7 мая 2017 года открылась площадка «Рвать на битах» для командных баттлов под бит. Участники выступают 2 на 2. Организаторы — Дэн Чейни и Дмитрий Умнов. Последнее мероприятие #SLOVOSPB было проведено 24 ноября 2017 года, после чего никакой информации не поступало. 7 августа 2018 года официальное сообщество было закрыто, а месяцем позже официальный канал «#SLOVOSPB Production» был переименован на «Рвать на битах». Спустя некоторое время Чейни объяснил, что проект заморожен на неопределённый срок.

### Победители и участники сезонов
| Победитель                                                        | Участники | Проект         | Года проведения | Сезон             | Организаторы                                                                  |
| ----------------------------------------------------------------- | --- | -------------- | --------------- | ----------------- | ----------------------------------------------------------------------------- |
| Seimur (Сергей Настин)                                            | Vs94ski, Halloween, Катровасер, PARoVoZ, Мориарчи, Eddy, Стефан, MickeyMouse, Человек-Спам, Werwolf MC, Белькин, VityaBoVee, Домашний, Рома Tills, Taynats | #SLOVOSPB      | 2016            | 3 (1 независимый) | Ден Чейни (Денис Чудиновский), Берсерк (Дмитрий Михайлов), Lokos (Антон Зуев) |
| Шумм (Дмитрий Краев)                                              | Vibehunter, Gokilla, Plvy Blvck, Диктатор UAV, KnownAim, Raymean, Мак Скири | 140 BPM Cup    | 2017 — 2018     | 1                 | Edik_Kingsta (Эдуард Левин), Берсерк (Дмитрий Михайлов)                       |
| Isla de Muerta (Ислам Мамбетов)                                   | Мак Скири, Кукиш с Хаслом, I-Ron, Emodji, О’без’Б[э], Некий Н., Masalamentaman | 140 BPM Cup    | 2018 — 2019     | 2                 | Edik_Kingsta (Эдуард Левин)                                                   |
| #2типа R1Fmabes (Владислав Зайков) / Лев Мовалев (Никита Ковалев) | Нищета и собаки (T!mmi / Soul), 2x0.5 (V.V. / I.Am.), Top Flow (Isla de Muerta / Odinnadcatiy), MNRX (Шиш / Яр), Block Crew (Хаст / Temak), OGGNG (Gokilla / Jekajio), Без паники (Хэмп / Dим), Ex-Temple (T-One / Dan_D), Сычуаньский соус (S’ABOTASH / Старый), ПДВЛ (Pra(Killa’Gramm) / #Наполусогнутых), НЛО (13iG Faster / Rauf Hattab), Chinatown (Molodoy Kazakh / STENSYSHOW), Yasno (Раймер / Madsoul), Приказ 227 (Алекс Индиго / Денис Kore), Cram Squad (Mike Styx / Экспайн) | Рвать на битах | 2018 — 2019     | 1                 | Ден Чейни (Денис Чудиновский), Илья Умнов                                     |
| Серёжа Сотников Творец                                            | OttO, ИзТолпЫ, Dим, Chill, О’без’Б[э], I.Am., Пётр(ТнВ), Smoke[PlanB], Klava Bravo, Энвими, Deity | 140 BPM Cup    | 2019 — 2022     | 3                 | Edik_Kingsta (Эдуард Левин)                                                   |
| V.V. (Валентин Журавлёв)                                          | Dим, Шиш MNRX, T-One, T!mmi, Ай Эм, Odinnadcatiy, Soul, Лев Мовалев, Madsoul, R1Fmabes, Хаст, Stensyshow, Plvy Blvck, Тот Самый Брат, Твёрдый Знакъ | Рвать на битах | 2020 — 2021     | Online            | Ден Чейни (Денис Чудиновский)                                                 |
| R1Fmabes (Владислав Зайков)                                       | Tills, Саморез, Шэл, Макс ROA, Михалыч, R1Fmabes, Cupa, Сержант, Ден Чейни, ХХОС, Samo, Яся | Рвать на битах | 2021            | Freestyle         | Ден Чейни (Денис Чудиновский) RE-pac (Лев Киселёв)                            |
|                                                                   | Командная сетка: GT-R (Tills / Raybax), Нищета и собаки (T!mmi / Soul), Tarantino Flow (TRACEMC / Дима T.Go), Илон Маск (Pitty / Лев Мовалев), Лаборатория Squad (Yorick / Jambee), Calvary Cross (Ваня Вульф / Ставрогин), Милфы (Дормамму / Доктор Октавиус), 220 (Ай / Кушаю собак) Одиночная сетка: Verch.Fate, GD4, Bass B, Дейти, Спарки, андрейначалпеть, HppD, Vokinlim | Рвать на битах | 2021 —          | 2                 | Ден Чейни (Денис Чудиновский), Илья Умнов                                     |

### Список выпусков
Открытие
- Домашний VS Млечный (21 декабря 2015). Победитель — Млечный (по результатам зрительского голосования).
- ΨBoy VS Edik_Kingsta (10 января 2016). Победитель — Edik_Kingsta (по результатам зрительского голосования).
- Vs94ski VS Гнойный (17 января 2016). Победитель — Гнойный (по результатам зрительского голосования).
- Юля Kiwi VS Фаллен MC (не опубликован).

Квалификация
| - MickeyMouse VS Vs94ski (14 февраля 2016). Победитель — Vs94ski (по результатам зрительского голосования). - PARoVoZ VS Taynats (23 февраля 2016). Победитель — PARoVoZ (по результатам зрительского голосования). - Рома Tills VS Eddy (28 февраля 2016). Победитель — Eddy (по результатам зрительского голосования). - Стефан VS VityaBoVee (8 марта 2016). Победитель — Стефан (по результатам зрительского голосования). - Werwolf MC VS Halloween (18 марта 2016). Победитель — Halloween (по результатам зрительского голосования). - Человек-Спам VS Lama (25 марта 2016). - Seimur VS Стэп (8 апреля 2016). Победитель — Seimur (по результатам зрительского голосования). - Катровасер VS Nalopopam (13 апреля 2016). Победитель — Катровасер (по результатам зрительского голосования). - Одиозны VS Фаллен MC (21 апреля 2016). Победитель — Фаллен MC (по результатам зрительского голосования). | - Lexard VS Мориарчи (не опубликован). - Домашний VS Andy (не опубликован). - Milktown VS T-Shot (не опубликован). - Eto_Roi VS Nexen (не опубликован). - Джиглипуф МЦ VS Кобас (не опубликован). - Хайп VS Замай (не опубликован). - tvoigreh VS Белькин (не опубликован). - Smog VS J.Apart (не опубликован). |

| 1/8 финала - MickeyMouse VS Halloween (24 апреля 2016). Победитель — Halloween (2:3). - Стефан VS Человек-Спам (1 мая 2016). Победитель — Стефан (3:2). - Мориарчи VS Werwolf MC (19 мая 2016). Победитель — Мориарчи (3:2). - Vs94ski VS Белькин (20 мая 2016). Победитель — Vs94ski (4:1). - VityaBoVee VS PARoVoZ (28 мая 2016). Победитель — PARoVoZ (1:4). - Домашний VS Катровасер (3 июня 2016). Победитель — Катровасер (1:4). - Рома Tills VS Seimur (10 июня 2016). Победитель — Seimur (0:5). - Taynats VS Eddy (15 июня 2016). Победитель — Eddy (0:5). | Четвертьфинал - Катровасер VS Eddy (24 июня 2016). Победитель — Катровасер (4:1). - Мориарчи VS Vs94ski (1 июля 2016). Победитель — Vs94ski (2:3). - Стефан VS Halloween (10 июля 2016). Победитель — Halloween (0:5). - PARoVoZ VS Seimur (15 июля 2016). Победитель — Seimur (2:3). Полуфинал - Катровасер VS Seimur (28 августа 2016). Победитель — Seimur (1:4). - Vs94ski VS Halloween (4 сентября 2016). Победитель — Vs94ski (3:2). Баттл за 3-е место - Катровасер VS Halloween (23 октября 2016). Победитель — Halloween (2:3). Финал - Vs94ski VS Seimur (16 октября 2016). Победитель — Seimur (1:6). |

| 1/8 финала - MickeyMouse VS Halloween (24 апреля 2016). Победитель — Halloween (2:3). - Стефан VS Человек-Спам (1 мая 2016). Победитель — Стефан (3:2). - Мориарчи VS Werwolf MC (19 мая 2016). Победитель — Мориарчи (3:2). - Vs94ski VS Белькин (20 мая 2016). Победитель — Vs94ski (4:1). - VityaBoVee VS PARoVoZ (28 мая 2016). Победитель — PARoVoZ (1:4). - Домашний VS Катровасер (3 июня 2016). Победитель — Катровасер (1:4). - Рома Tills VS Seimur (10 июня 2016). Победитель — Seimur (0:5). - Taynats VS Eddy (15 июня 2016). Победитель — Eddy (0:5). | Четвертьфинал - Катровасер VS Eddy (24 июня 2016). Победитель — Катровасер (4:1). - Мориарчи VS Vs94ski (1 июля 2016). Победитель — Vs94ski (2:3). - Стефан VS Halloween (10 июля 2016). Победитель — Halloween (0:5). - PARoVoZ VS Seimur (15 июля 2016). Победитель — Seimur (2:3). Полуфинал - Катровасер VS Seimur (28 августа 2016). Победитель — Seimur (1:4). - Vs94ski VS Halloween (4 сентября 2016). Победитель — Vs94ski (3:2). Баттл за 3-е место - Катровасер VS Halloween (23 октября 2016). Победитель — Halloween (2:3). Финал - Vs94ski VS Seimur (16 октября 2016). Победитель — Seimur (1:6). |

| Main Event - Abbalbisk VS Walkie (8 октября 2016). Победитель — Abbalbisk (по результатам зрительского голосования). - МЦ Похоронил VS Букер Д.Фред (30 октября 2016). Победитель — МЦ Похоронил (по результатам зрительского голосования). - Seimur VS ΨBoy (30 апреля 2017). Победитель — Seimur (по результатам зрительского голосования). - Seimur VS Корифей (14 января 2018). Победитель — Seimur (по результатам зрительского голосования). - Abbalbisk VS Очередной Картавый (21 января 2018). Победитель — Abbalbisk (по результатам зрительского голосования). - Браги VS ΨBoy (28 января 2018). Победитель — ΨBoy (по результатам зрительского голосования). - Юля Kiwi VS Rassell (не опубликован). Блиц 2x2 - Гнойный x Джиглипуф МЦ VS Замай x Заебатсу (15 мая 2016). Ничья. | Ва-Банк - Маша Hima VS Юля Kiwi (15 апреля 2016). Победитель — Юля Kiwi (0:3). - Человек-Спам VS Букер Д.Фред (17 июня 2016). Победитель — Букер Д.Фред (0:3). - Гнойный VS Юля Kiwi (не опубликован). Ничья. Тематический баттл - Шурыгина VS Семёнов (1 апреля 2017). - Бэтмэн VS Джокер (не опубликован). Grime Clash - Чейnи VS MickeyMouse (не опубликован). |

| Main Event - Abbalbisk VS Walkie (8 октября 2016). Победитель — Abbalbisk (по результатам зрительского голосования). - МЦ Похоронил VS Букер Д.Фред (30 октября 2016). Победитель — МЦ Похоронил (по результатам зрительского голосования). - Seimur VS ΨBoy (30 апреля 2017). Победитель — Seimur (по результатам зрительского голосования). - Seimur VS Корифей (14 января 2018). Победитель — Seimur (по результатам зрительского голосования). - Abbalbisk VS Очередной Картавый (21 января 2018). Победитель — Abbalbisk (по результатам зрительского голосования). - Браги VS ΨBoy (28 января 2018). Победитель — ΨBoy (по результатам зрительского голосования). - Юля Kiwi VS Rassell (не опубликован). Блиц 2x2 - Гнойный x Джиглипуф МЦ VS Замай x Заебатсу (15 мая 2016). Ничья. | Ва-Банк - Маша Hima VS Юля Kiwi (15 апреля 2016). Победитель — Юля Kiwi (0:3). - Человек-Спам VS Букер Д.Фред (17 июня 2016). Победитель — Букер Д.Фред (0:3). - Гнойный VS Юля Kiwi (не опубликован). Ничья. Тематический баттл - Шурыгина VS Семёнов (1 апреля 2017). - Бэтмэн VS Джокер (не опубликован). Grime Clash - Чейnи VS MickeyMouse (не опубликован). |

Внетурнирные баттлы

- Edik_Kingsta VS Соня Мармеладова (7 июля 2016). Победитель — Соня Мармеладова (по результатам зрительского голосования).
- Домашний VS Букер Д.Фред (21 сентября 2016). Победитель — Букер Д.Фред (по результатам зрительского голосования).
- Ден Чейни VS MickeyMouse (9 октября 2016). Победитель — Ден Чейни (по результатам зрительского голосования).
- ΨBoy VS Леша GS (12 ноября 2016). Победитель — ΨBoy (по результатам зрительского голосования).
- Walkie VS Edik_Kingsta (27 ноября 2016). Победитель — Walkie (по результатам зрительского голосования).
- Человек-Спам VS Lokos (10 декабря 2016). Победитель — Lokos (по результатам зрительского голосования).

Первый сезон

Отбор
- Plvy Blvck VS Шумм (20 марта 2017). Победитель — Шумм (по результатам зрительского голосования).
- Леша GS VS Raymean (2 апреля 2017). Победитель — Raymean (по результатам зрительского голосования).
- Vibehunter VS D-Surround (9 апреля 2017). Победитель — Vibehunter (по результатам зрительского голосования).
- Timo VS Gokilla (23 апреля 2017). Победитель — Gokilla (по результатам зрительского голосования).
- Мак Скири VS Loonybang (14 мая 2017). Победитель — Loonybang (по результатам зрительского голосования).
- KnownAim VS Диктатор UAV (21 мая 2017). Победитель — Диктатор UAV (по результатам зрительского голосования).
- Загубный Майк VS Наби Набат (28 мая 2017). Победитель — Загубный Майк (по результатам зрительского голосования).
- Рома Раймер VS Madsoul (5 июня 2017). Победитель — Madsoul (по результатам зрительского голосования).

| I этап - Gokilla VS Диктатор UAV (26 июня 2017). Победитель — Gokilla (3:0). - Plvy Blvck VS Raymean (2 июля 2017). Победитель — Plvy Blvck (2:1). - Vinehunter VS KnownAim (9 июля 2017). Победитель — Vibehunter (3:0). - Мак Скири VS Шумм (16 июля 2017). Победитель — Шумм (1:2). II этап - Gokilla VS Plvy Blvck (21 августа 2017). Победитель — Gokilla (3:0). - Vibehunter VS Шумм (28 августа 2017). Победитель — Vibehunter (2:1). - Raymean VS Диктатор UAV (4 сентября 2017). Победитель — Диктатор UAV (0:3). - KnownAim VS Мак Скири (10 сентября 2017). Победитель — KnownAim (3:0). | III этап - Шумм VS KnownAim (8 октября 2017). Победитель — Шумм (3:0). - Gokilla VS Raymean (15 октября 2017). Победитель — Gokilla (3:0). - Plvy Blvck VS Диктатор UAV (22 октября 2017). Победитель — Plvy Blvck (2:1). - Vibehunter VS Мак Скири (29 октября 2017). Победитель — Vibehunter (2:1). Полуфинал - Plvy Blvck VS Vibehunter (10 декабря 2017). Победитель — Vibehunter (0:3). - Gokilla VS Шумм (17 декабря 2017). Победитель — Шумм (1:2). Баттл за 3-е место - Gokilla VS Plvy Blvck (18 февраля 2017). Победитель — Gokilla (5:0). Финал - Vibehunter VS Шумм (11 февраля 2018). Победитель — Шумм (1:4). |

Main Event
- Mozee Montana VS Walkie (16 апреля 2017). Победитель — Walkie (по результатам зрительского голосования).
- Dirty Monk VS Фаллен MC (7 мая 2017). Победитель — Dirty Monk (по результатам зрительского голосования).
- Vs94ski VS Наби Набат (1 октября 2017). Победитель — Vs94ski (по результатам зрительского голосования).
- Edik_Kingsta VS Isla de Muerta (3 декабря 2017). Победитель — Edik_Kingsta (по результатам зрительского голосования).
- Домашний VS Корифей (24 декабря 2017). Победитель — Корифей (по результатам зрительского голосования).
- Эрнесто Заткнитесь VS Диктатор UAV (25 февраля 2018). Ничья (по результатам зрительского голосования).
- MC MoonStar VS Майти Ди (4 марта 2018). Победитель — Майти Ди (по результатам зрительского голосования).
- MickeyMouse VS Giga1 (11 марта 2018). Победитель — Giga1 (по результатам зрительского голосования).

Второй сезон

Отбор
- Scrooj VS I-Ron (24 августа 2018). Победитель — I-Ron (по результатам зрительского голосования).
- О’без’Б[э] VS OttO (31 августа 2018). Победитель — О’без’Б[э] (по результатам зрительского голосования).
- Tracemc VS Коля Космо (7 сентября 2018). Победитель — Tracemc (по результатам зрительского голосования).
- Мак Скири VS Некий Н. (21 сентября 2018). Победитель — Мак Скири (по результатам зрительского голосования).
- Masalamentaman VS Dunno (28 сентября 2018). Победитель — Dunno (по результатам зрительского голосования).
- Kisha VS Emodji (5 октября 2018). Победитель — Emodji (по результатам зрительского голосования).
- Кукиш с Хаслом VS Khao Kyle (12 октября 2018). Победитель — Кукиш с Хаслом (по результатам зрительского голосования).
- Isla de Muerta VS Lodoss[13] (19 октября 2018).
- GuantaMo VS Klava Bravo (26 октября 2018). Победитель — Klava Bravo (по результатам зрительского голосования).
- Игорь Весна VS Pitty (2 ноября 2018). Победитель — Pitty (по результатам зрительского голосования).
- Doobza VS Тарон (не опубликован).

| I этап - Кукиш с Хаслом VS I-Ron (18 ноября 2018). Победитель — I-Ron (1:2). - Некий Н. VS Emodji (25 ноября 2018). Победитель — Некий Н. (2:1). - Мак Скири VS О’без’Б[э] (2 декабря 2018). Победитель — Мак Скири (3:0). - Masalamentaman VS Isla de Muerta (9 декабря 2018). Победитель — Isla de Muerta (0:3). II этап - Isla de Muerta VS Мак Скири (30 декабря 2018). Победитель — Мак Скири (1:2). - Emodji VS Кукиш с Хаслом (13 января 2019). Победитель — Кукиш с Хаслом (1:2). - Некий Н. VS I-Ron (3 февраля 2019). Победитель — Некий Н. (2:1). - О’без’Б[э] VS Masalamentaman (10 февраля 2019). Победитель — Masalamentaman (1:2). | III этап - I-Ron VS Emodji (3 марта 2019). Победитель — I-Ron (2:1). - Некий Н. VS Кукиш с Хаслом (10 марта 2019). Победитель — Кукиш с Хаслом (0:3). - О’без’Б[э] VS Isla de Muerta (17 марта 2019). Победитель — Isla de Muerta (0:3). - Мак Скири VS Masalamentaman (24 марта 2019). Победитель — Мак Скири (3:0). Полуфинал - Isla de Muerta VS Кукиш с Хаслом (19 мая 2019). Победитель — Isla de Muerta (3:0). - I-Ron VS Мак Скири (2 июня 2019). Победитель — Мак Скири (1:2). Баттл за 3-е место - Кукиш с Хаслом VS I-Ron (1 сентября 2019). Победитель — Кукиш с Хаслом (4:1). Финал - Мак Скири VS Isla de Muerta (19 августа 2019). Победитель — Isla de Muerta (1:4). |

Main Event
- KnownAim VS Marul (17 августа 2018). Победитель — KnownAim (по результатам зрительского голосования).
- D.Masta VS Gokilla (14 сентября 2018). Победитель — Gokilla (по результатам зрительского голосования).
- Plane Dead VS Dirty Monk (6 января 2019). Ничья (по результатам зрительского голосования).
- Khao Kyle VS OttO (20 января 2019). Победитель — OttO (по результатам зрительского голосования).
- ХХОС VS Тот Самый Коля (31 марта 2019). Победитель — ХХОС (по результатам зрительского голосования).
- Диктатор UAV VS Gokilla VS KnownAim (12 мая 2019). Победитель — KnownAim (по результатам зрительского голосования).
- Vibehunter VS Tills (26 мая 2019). Победитель — Vibehunter (по результатам зрительского голосования).
- Vs94ski VS ΨBoy (8 сентября 2019). Победитель — ΨBoy (по результатам зрительского голосования).

International Clash
- P Solja VS Шумм (25 августа 2019). Победитель — Шумм (по результатам зрительского голосования).

Третий сезон

Отбор
- TraceMC VS Chill (8 декабря 2019). Победитель — Chill (по результатам зрительского голосования).
- Братиш VS Серёжа Сотников Творец (15 декабря 2019). Победитель — Серёжа Сотников Творец (по результатам зрительского голосования).
- ИзТолпЫ VS Мамкин Бунтарь (22 декабря 2019). Победитель — ИзТолпЫ (по результатам зрительского голосования).
- Dим VS OttO (4 января 2020). Победитель — OttO (по результатам зрительского голосования).
- Бозон Хиггса VS Qiwicool (5 января 2020). Победитель — Qiwicool (по результатам зрительского голосования).
- I.Am VS Пётр(ТнВ) (2 февраля 2020). Победитель — I.Am (по результатам зрительского голосования).
- Smoke[PlanB] VS Deity (10 февраля 2020). Победитель — Smoke[PlanB] (по результатам зрительского голосования).
- Klava Bravo VS О’без’Б[э] (17 февраля 2020). Победитель — Klava Bravo (по результатам зрительского голосования).
- Энвими VS Некий Н.[14] (8 марта 2020).

| 1/4 финала - Chill VS Deity (28 февраля 2021). Победитель — Chill (3:0). - Klava Bravo VS ИзТолпЫ (7 марта 2021). Победитель — ИзТолпЫ (0:3). - О’без’Б[э] VS I.Am (14 марта 2021). Победитель — О’без’Б[э] (2:1). - Smoke[PlanB] VS OttO (23 мая 2021). Победитель — OttO (0:3). - Dим VS Энвими (31 мая 2021). Победитель — Dим (3:0). - Пётр(ТнВ) VS Серёжа Сотников Творец (6 июня 2021). Победитель — Серёжа Сотников Творец (1:2). Полуфинал - О’без’Б[э] VS OttO (12 декабря 2021). Победитель — OttO (0:7). - Chill VS Серёжа Сотников Творец (19 декабря 2021). Победитель — Серёжа Сотников Творец (2:5). - Dим VS ИзТолпЫ (26 декабря 2021). Победитель — ИзТолпЫ (3:4). Финал - Серёжа Сотников Творец VS OttO VS ИзТолпЫ (10 апреля 2022). Победитель — Серёжа Сотников Творец (7:5:3). | Main Event - Plvy Blvck VS Тот Самый Брат (29 декабря 2019). Победитель — Plvy Blvck (по результатам зрительского голосования). - Soul VS 13/47 (23 февраля 2020). Победитель — Soul (по результатам зрительского голосования). - Серёжа Сотников Творец VS Юля Kiwi (1 марта 2020). Победитель — Серёжа Сотников Творец (по результатам зрительского голосования). - KnownAim VS Gokilla (21 марта 2021). Победитель — KnownAim (по результатам зрительского голосования). - Isla de Muerta VS Gokilla (13 июня 2021). Победитель — Gokilla (по результатам зрительского голосования). - Smoke[PlanB] VS Мак Скири (5 декабря 2021). Победитель — Мак Скири (по результатам зрительского голосования). - Кукиш с Хаслом VS Walkie VS Chill (17 апреля 2022). Победитель — Кукиш Хаслом (по результатам зрительского голосования). - Шумм VS R1Fmabes (24 апреля 2022). Победитель — Шумм (по результатам зрительского голосования). - Электромышь VS Тот Самый (29 мая 2022). Победитель — Тот Самый (по результатам зрительского голосования). |

Внетурнирые встречи

«Рвать на битах»
- NKVD (Букер Д.Фред / Домашний) VS 495 Squad (Млечный / Вараб) (28 мая 2017). Победители — NKVD (по результатам зрительского голосования).
- MNRX (Шиш / Яр) VS ПДВЛ (Pra(Killa’Gramm) / Stankey) (4 июня 2017). Победители — MNRX (по результатам зрительского голосования).
- 2 M Sis (Ира PSP / Lena Rush) VS Мамин ПодруGun (Маша Hima / Mozee Montana) (11 июня 2017). Победители — Мамин ПодруGun (по результатам зрительского голосования).
- #SLOVOSPB (Ден Чейни / MickeyMouse) VS Антихайп (Замай / Слава КПСС) (18 июня 2017). Победители — #SLOVOSPB (по результатам зрительского голосования).

«Неформат»
- Def Joint (Кажэ / Крип-а-Крип) VS UnderWhat? (СД / Дуня) (6 ноября 2017). Победители — UnderWhat? (по результатам зрительского голосования).
- 495 Squad (Млечный / Вараб) VS CodeKiev (Giga1 / Marul) (12 ноября 2017). Победители — CodeKiev (по результатам зрительского голосования).
- NKVD (Booker / Domashniy) VS Ex-Temple (MickeyMouse / T-One) (19 ноября 2017). Победители — NKVD (по результатам зрительского голосования).
- Ежемесячные (Слава КПСС / Fallen MC) VS Бесславные ублюдки (Эрнесто Заткнитесь / Майти Ди) (26 ноября 2017). Победители — Бесславные ублюдки (по результатам зрительского голосования).

«Экстремальный flow»
- #SLOVOSPB (Ден Чейни / Корифей) VS 140 BPM (Шумм / Gokilla) (25 марта 2018). Победители — #SLOVOSPB (по результатам зрительского голосования).
- Art Jungle (Alphavite / Маша Hima) VS Фристайл-мастерская (RE-pac / #Наполусогнутых) (1 апреля 2018). Победители — Art Jungle (по результатам зрительского голосования).
- Da Gudda Jazz (Tanir / Tyomcha) VS NKVD (Booker / Domashniy) (8 апреля 2018). Победители — NKVD (по результатам зрительского голосования).
- Отмороzkи (KnownAim / Vibehunter) VS Voic3s (Ураган Закат / Ar-Side). Победители — Отмороzkи (по результатам зрительского голосования).
- UnderWhat? (СД / Дуня) VS Double Dee (Mytee Dee / D.Masta). Победители — UnderWhat? (по результатам зрительского голосования).

Первый сезон

Отбор (тема командного раунда — «Беспощадный diss»)
- OGGNG VS Top Flow (22 июля 2018). Победители — OGGNG (по результатам зрительского голосования).
- Mujdey Boyz VS #2типа (29 июля 2018). Победители — #2типа (по результатам зрительского голосования).
- MNRX VS Нищета и Собаки (5 августа 2018). Победители — Нищета и Собаки (по результатам зрительского голосования).
- Chinatown VS ОТКЛ (12 августа 2018). Победители — Chinatown (по результатам зрительского голосования).
- ПДВЛ VS Приказ 227 (19 августа 2018). Победители — ПДВЛ (по результатам зрительского голосования).
- Без паники VS 2x0.5 (26 августа 2018). Победители — 2x0.5 (по результатам зрительского голосования).
- Block Crew VS A4 (2 сентября 2018). Победители — Block Crew (по результатам зрительского голосования).
- Cram Squad VS BigRussianBears (9 сентября 2018). Победители — Cram Squad (по результатам зрительского голосования).
- НЛО VS Torchhap (16 сентября 2018). Победители — НЛО (по результатам зрительского голосования).
- Сычуаньский соус VS Irkutskograd (23 сентября 2018). Победители — Сычуаньский соус (по результатам зрительского голосования).
- Yasno VS РазДваTrip (30 сентября 2018). Победители — Yasno (по результатам зрительского голосования).
- Ex-Temple VS Виталий Кличко (7 октября 2018). Победители — Ex-Temple (по результатам зрительского голосования).

| 1/8 финала (тема командного раунда — «Выживает сильнейший») - OGGNG VS Сычуаньский соус (1 декабря 2018). Победители — OGGNG (4:1). - ПДВЛ VS 2x0.5 (7 декабря 2018). Победители — 2x0.5 (1:4). - Нищета и собаки VS НЛО (14 декабря 2018). Победители — Нищета и собаки (4:1). - Ex-Temple VS Block Crew (21 декабря 2018). Победители — Block Crew (2:3). - Chinatown VS Без паники (11 января 2019). Победители — Без паники (0:5). - Yasno VS #2типа (18 января 2019). Победители — #2типа (1:4). - Top Flow VS Приказ 227 (25 января 2019). Победители — Top Flow (4:1). - Cram Squad VS MNRX (3 февраля 2019). Победители — MNRX (1:4). 1/4 финала (тема командного раунда — «Как в последний раз») - OGGNG (Gokilla / Jekajio) VS 2x0.5 (V.V. / I.Am.) (12 апреля 2019). Победители — 2x0.5 (0:5). - Top Flow (Isla de Muerta / Odinnadcatiy) VS MNRX (Шиш MNRX / Яр MNRX) (19 апреля 2019). Победители — Top Flow (3:2). - Block Crew (Темак / Хаст) VS Нищета и собаки (Soul / T!mmi) (26 апреля 2019). Победители — Нищета и собаки (1:4). - Без паники (Dим / Хэмп) VS #2типа (R1fmabes / Лев Мовалев) (3 мая 2019). Победители — #2типа (0:5). | Полуфинал (тема командного раунда — «Без права на ошибку») - Top Flow (Isla de Muerta / Odinnadcatiy) VS #2типа (R1Fmabes / Лев Мовалев) (19 июля 2019). Победители — #2типа (2:3). - Нищета и собаки (T!mmi / Soul) VS 2x0.5 (V.V. / I.Am.) (26 июля 2019). Победители — Нищета и собаки (3:2). Баттл за 3-е место - 2x0.5 (V.V. / I.Am.) VS Top Flow (Isla de Muerta / Odinnadcatiy) (10 ноября 2019). Победители — 2x0.5 (6:1). Финал - Нищета и собаки (T!mmi / Soul) VS #2типа (R1Fmabes / Лев Мовалев) (3 ноября 2019). Победители — #2типа (2:5). |

| Main Event - Mujdey Boyz (Plvy Blvck / Raymean) VS OGGNG (Gokilla / Jekajio) (2 августа 2019). Победители — Mujdey Boyz (3:2). - Без паники (Dим / Хэмп) VS Ex-Temple (MickeyMouse / T-One) (9 августа 2019). Победители — Без паники (4:1). - Cram Squad (Майк Стикс / Экспайн) VS Сычуаньский соус (Старый / S’Abotash) (16 августа 2019). Победители — Cram Squad (4:1). - Отмороzки (Vibehunter / KnownAim) VS #SLOVOSPB (Корифей / MickeyMouse) (17 ноября 2019). Победители — Отмороzки (по результатам зрительского голосования). - UnderWhat? (СД / Дуня) VS Фристайл-мастерская (RE-pac / Наполусогнутых) (24 ноября 2019). Победители — Фристайл-мастерская (по результатам зрительского голосования). | Solo - Корифей VS Centavro (Млечный) (16 ноября 2018). Победитель — Centavro (2:3). - MickeyMouse VS Gangsburg (23 ноября 2018). Победитель — MickeyMouse (4:1). - Маша Hima VS Юля Kiwi (10 мая 2019). Победитель — Юля Kiwi (0:3). - Шумм VS Майти Ди (1 декабря 2019). Победитель — Шумм (по результатам зрительского голосования). 3x3 - Gunfinger MC’s VS A4 (28 декабря 2018). Победители — A4 (0:5). - ОТКЛ (Hoodo, Luckystrike, Not) VS A4 (Тот Самый Брат, Чирик(3203), Greygorech) (23 августа 2019). Победители — A4 (0:5). |

| 1/8 финала - Dим VS T!mmi (24 сентября 2020). Победитель — Dим (по результатам зрительского голосования). - Лев Мовалев VS Твёрдый Знакъ (27 сентября 2020). Победитель — Лев Мовалев (по результатам зрительского голосования). - Тот Самый Брат VS T-One (1 октября 2020). Победитель — T-One (по результатам зрительского голосования). - Шиш MNRX VS Plvy Blvck (4 октября 2020). Победитель — Шиш MNRX (по результатам зрительского голосования). - V.V. VS Stensyshow (8 октября 2020). Победитель — V.V. (по результатам зрительского голосования). - Хаст VS Soul (11 октября 2020). Победитель — Soul (по результатам зрительского голосования). - Odinnadcatiy VS R1Fmabes (15 октября 2020). Победитель — Odinnadcatiy (по результатам зрительского голосования). - Madsoul VS Ай Эм (18 октября 2020). Победитель — Ай Эм (по результатам зрительского голосования). | 1/4 финала - Dим VS Лев Мовалев (17 декабря 2020). Победитель — Dим (по результатам зрительского голосования). - Odinnadcatiy VS Шиш MNRX (20 декабря 2020). Победитель — Шиш MNRX (по результатам зрительского голосования). - V.V. VS Ай Эм (24 декабря 2020). Победитель — V.V. (по результатам зрительского голосования). - T!mmi VS T-One (27 декабря 2020). Победитель — T-One (по результатам зрительского голосования). Полуфинал - Шиш MNRX VS V.V. (5 марта 2021). Победитель — V.V. (по результатам зрительского голосования). - Dим VS T-One (10 марта 2021). Победитель — Dим (по результатам зрительского голосования). Финал - Dим VS V.V. (28 мая 2021). Победитель — V.V. (по результатам зрительского голосования). |

| Рвать на битах: Freestyle \| 1/8 финала - Samo VS R1Fmabes (14 марта 2021). Победитель — R1Fmabes (1:2). - Яся VS Сержант (18 марта 2021). Победитель — Сержант (1:2). - Макс ROA VS Лёша Ще (21 марта 2021). Победитель — Макс ROA (3:0). - Ден Чейни VS Tills (25 марта 2021). Победитель — Tills (0:3). - Шэл VS Наби Набат (18 апреля 2021). Победитель — Шэл (3:0). - Саморез VS Михалыч (25 апреля 2021). Победитель — Михалыч (0:3). - ХХОС VS Cupa (2 мая 2021). Победитель — Cupa (1:2). - Ден Чейни VS Саморез (9 мая 2021). Победитель — Саморез (1:2). \| 1/4 финала - Саморез VS Шэл (13 мая 2021). Победитель — Саморез (2:1). - R1Fmabes VS Сержант (20 мая 2021). Победитель — R1Fmabes (3:0). - Tills VS Михалыч (26 мая 2021). Победитель — Tills (2:1). - Макс ROA VS Cupa (2 июня 2021). Победитель — Cupa (0:3). Полуфинал - Tills VS Саморез (6 июня 2021). Победитель — Tills (2:1). - R1Fmabes VS Cupa (16 июня 2021). Победитель — R1Fmabes (3:0). Финал - Tills VS R1Fmabes (20 июня 2021). Победитель — R1Fmabes (1:2). \| | |
| 1/8 финала - Samo VS R1Fmabes (14 марта 2021). Победитель — R1Fmabes (1:2). - Яся VS Сержант (18 марта 2021). Победитель — Сержант (1:2). - Макс ROA VS Лёша Ще (21 марта 2021). Победитель — Макс ROA (3:0). - Ден Чейни VS Tills (25 марта 2021). Победитель — Tills (0:3). - Шэл VS Наби Набат (18 апреля 2021). Победитель — Шэл (3:0). - Саморез VS Михалыч (25 апреля 2021). Победитель — Михалыч (0:3). - ХХОС VS Cupa (2 мая 2021). Победитель — Cupa (1:2). - Ден Чейни VS Саморез (9 мая 2021). Победитель — Саморез (1:2). | 1/4 финала - Саморез VS Шэл (13 мая 2021). Победитель — Саморез (2:1). - R1Fmabes VS Сержант (20 мая 2021). Победитель — R1Fmabes (3:0). - Tills VS Михалыч (26 мая 2021). Победитель — Tills (2:1). - Макс ROA VS Cupa (2 июня 2021). Победитель — Cupa (0:3). Полуфинал - Tills VS Саморез (6 июня 2021). Победитель — Tills (2:1). - R1Fmabes VS Cupa (16 июня 2021). Победитель — R1Fmabes (3:0). Финал - Tills VS R1Fmabes (20 июня 2021). Победитель — R1Fmabes (1:2). |

| 1/8 финала - Samo VS R1Fmabes (14 марта 2021). Победитель — R1Fmabes (1:2). - Яся VS Сержант (18 марта 2021). Победитель — Сержант (1:2). - Макс ROA VS Лёша Ще (21 марта 2021). Победитель — Макс ROA (3:0). - Ден Чейни VS Tills (25 марта 2021). Победитель — Tills (0:3). - Шэл VS Наби Набат (18 апреля 2021). Победитель — Шэл (3:0). - Саморез VS Михалыч (25 апреля 2021). Победитель — Михалыч (0:3). - ХХОС VS Cupa (2 мая 2021). Победитель — Cupa (1:2). - Ден Чейни VS Саморез (9 мая 2021). Победитель — Саморез (1:2). | 1/4 финала - Саморез VS Шэл (13 мая 2021). Победитель — Саморез (2:1). - R1Fmabes VS Сержант (20 мая 2021). Победитель — R1Fmabes (3:0). - Tills VS Михалыч (26 мая 2021). Победитель — Tills (2:1). - Макс ROA VS Cupa (2 июня 2021). Победитель — Cupa (0:3). Полуфинал - Tills VS Саморез (6 июня 2021). Победитель — Tills (2:1). - R1Fmabes VS Cupa (16 июня 2021). Победитель — R1Fmabes (3:0). Финал - Tills VS R1Fmabes (20 июня 2021). Победитель — R1Fmabes (1:2). |

| 1/8 финала - Dим VS T!mmi (24 сентября 2020). Победитель — Dим (по результатам зрительского голосования). - Лев Мовалев VS Твёрдый Знакъ (27 сентября 2020). Победитель — Лев Мовалев (по результатам зрительского голосования). - Тот Самый Брат VS T-One (1 октября 2020). Победитель — T-One (по результатам зрительского голосования). - Шиш MNRX VS Plvy Blvck (4 октября 2020). Победитель — Шиш MNRX (по результатам зрительского голосования). - V.V. VS Stensyshow (8 октября 2020). Победитель — V.V. (по результатам зрительского голосования). - Хаст VS Soul (11 октября 2020). Победитель — Soul (по результатам зрительского голосования). - Odinnadcatiy VS R1Fmabes (15 октября 2020). Победитель — Odinnadcatiy (по результатам зрительского голосования). - Madsoul VS Ай Эм (18 октября 2020). Победитель — Ай Эм (по результатам зрительского голосования). | 1/4 финала - Dим VS Лев Мовалев (17 декабря 2020). Победитель — Dим (по результатам зрительского голосования). - Odinnadcatiy VS Шиш MNRX (20 декабря 2020). Победитель — Шиш MNRX (по результатам зрительского голосования). - V.V. VS Ай Эм (24 декабря 2020). Победитель — V.V. (по результатам зрительского голосования). - T!mmi VS T-One (27 декабря 2020). Победитель — T-One (по результатам зрительского голосования). Полуфинал - Шиш MNRX VS V.V. (5 марта 2021). Победитель — V.V. (по результатам зрительского голосования). - Dим VS T-One (10 марта 2021). Победитель — Dим (по результатам зрительского голосования). Финал - Dим VS V.V. (28 мая 2021). Победитель — V.V. (по результатам зрительского голосования). |

| Рвать на битах: Freestyle \| 1/8 финала - Samo VS R1Fmabes (14 марта 2021). Победитель — R1Fmabes (1:2). - Яся VS Сержант (18 марта 2021). Победитель — Сержант (1:2). - Макс ROA VS Лёша Ще (21 марта 2021). Победитель — Макс ROA (3:0). - Ден Чейни VS Tills (25 марта 2021). Победитель — Tills (0:3). - Шэл VS Наби Набат (18 апреля 2021). Победитель — Шэл (3:0). - Саморез VS Михалыч (25 апреля 2021). Победитель — Михалыч (0:3). - ХХОС VS Cupa (2 мая 2021). Победитель — Cupa (1:2). - Ден Чейни VS Саморез (9 мая 2021). Победитель — Саморез (1:2). \| 1/4 финала - Саморез VS Шэл (13 мая 2021). Победитель — Саморез (2:1). - R1Fmabes VS Сержант (20 мая 2021). Победитель — R1Fmabes (3:0). - Tills VS Михалыч (26 мая 2021). Победитель — Tills (2:1). - Макс ROA VS Cupa (2 июня 2021). Победитель — Cupa (0:3). Полуфинал - Tills VS Саморез (6 июня 2021). Победитель — Tills (2:1). - R1Fmabes VS Cupa (16 июня 2021). Победитель — R1Fmabes (3:0). Финал - Tills VS R1Fmabes (20 июня 2021). Победитель — R1Fmabes (1:2). \| | |
| 1/8 финала - Samo VS R1Fmabes (14 марта 2021). Победитель — R1Fmabes (1:2). - Яся VS Сержант (18 марта 2021). Победитель — Сержант (1:2). - Макс ROA VS Лёша Ще (21 марта 2021). Победитель — Макс ROA (3:0). - Ден Чейни VS Tills (25 марта 2021). Победитель — Tills (0:3). - Шэл VS Наби Набат (18 апреля 2021). Победитель — Шэл (3:0). - Саморез VS Михалыч (25 апреля 2021). Победитель — Михалыч (0:3). - ХХОС VS Cupa (2 мая 2021). Победитель — Cupa (1:2). - Ден Чейни VS Саморез (9 мая 2021). Победитель — Саморез (1:2). | 1/4 финала - Саморез VS Шэл (13 мая 2021). Победитель — Саморез (2:1). - R1Fmabes VS Сержант (20 мая 2021). Победитель — R1Fmabes (3:0). - Tills VS Михалыч (26 мая 2021). Победитель — Tills (2:1). - Макс ROA VS Cupa (2 июня 2021). Победитель — Cupa (0:3). Полуфинал - Tills VS Саморез (6 июня 2021). Победитель — Tills (2:1). - R1Fmabes VS Cupa (16 июня 2021). Победитель — R1Fmabes (3:0). Финал - Tills VS R1Fmabes (20 июня 2021). Победитель — R1Fmabes (1:2). |

| 1/8 финала - Samo VS R1Fmabes (14 марта 2021). Победитель — R1Fmabes (1:2). - Яся VS Сержант (18 марта 2021). Победитель — Сержант (1:2). - Макс ROA VS Лёша Ще (21 марта 2021). Победитель — Макс ROA (3:0). - Ден Чейни VS Tills (25 марта 2021). Победитель — Tills (0:3). - Шэл VS Наби Набат (18 апреля 2021). Победитель — Шэл (3:0). - Саморез VS Михалыч (25 апреля 2021). Победитель — Михалыч (0:3). - ХХОС VS Cupa (2 мая 2021). Победитель — Cupa (1:2). - Ден Чейни VS Саморез (9 мая 2021). Победитель — Саморез (1:2). | 1/4 финала - Саморез VS Шэл (13 мая 2021). Победитель — Саморез (2:1). - R1Fmabes VS Сержант (20 мая 2021). Победитель — R1Fmabes (3:0). - Tills VS Михалыч (26 мая 2021). Победитель — Tills (2:1). - Макс ROA VS Cupa (2 июня 2021). Победитель — Cupa (0:3). Полуфинал - Tills VS Саморез (6 июня 2021). Победитель — Tills (2:1). - R1Fmabes VS Cupa (16 июня 2021). Победитель — R1Fmabes (3:0). Финал - Tills VS R1Fmabes (20 июня 2021). Победитель — R1Fmabes (1:2). |

## Кубок МЦ
10 января 2019 года в Москве на базе закрытого к тому моменту столичного филиала Slovo была создана площадка Кубок МЦ, организаторами которой стали бывшие организаторы Slovo Moscow — Сергей «МЦ Похоронил» Голиков и Тимур «Halloween» Легай.
Отличительной особенностью площадки является наличие судейского вердикта, выносимого по итогам каждого баттла. Организаторы проекта позиционируют его как первый шаг в деле популяризации и возрождения интереса к баттлам a capella. Помимо традиционных акапелльных баттлов на площадке также практикуются поединки в следующих форматах:
- «bad bars» (то есть с использованием намеренно гиперболизированных и доведенных до абсурда строк);
- «stand up battle» (с использованием элементов баттл-рэпа и стендапа: один раунд является классическим баттловым, второй — в формате юмористической «прожарки»)[19];
- «BPM» (баттл под музыкальный бит);
- «dance bars» (один раунд традиционный акапелльный, второй — танцевальный)[20][21][21];
- «Epic Rap Battle» (участники занимаются косплеем известных медийных личностей)[22][23];
- «deathmatch clash» (баттл под музыкальный бит, в котором участвуют сразу пять MC);
- «compliment battle» (акапелльный баттл, в котором участники хвалят, а не оскорбляют друг друга);
- «queen of the ring BPM» (баттл под музыкальный бит, в котором участвуют исключительно хип-хоп исполнительницы)[24];
- «oldschool BPM» (баттл под музыкальный бит, в котором участники баттлят под биты олдскульного хип-хопа);
- «blitz battle» (акапельный баттл, который характеризуется наличием у каждого участника четырёх раундов хронометражем не более двух минут);
- «deathmatch a capella» (акапельный баттл, в котором участвуют сразу пять MC);
- «musical bars» (баттл, в котором участники исполняют свой рэп не под привычные рэп биты, а под живую музыку: джаз, рок-н-ролл и т.д.);
- «auto-tune battle» (баттл под музыкальный бит, который характеризуется тем, что на голос MC наложен автотюн.) ;

| Reborn - ХХОС VS Огеl (24 февраля 2019). Победитель — ХХОС (2:1). - Vs94ski VS Коснарт (2 марта 2019). Победитель — Vs94ski (2:1). - ΨBoy VS Сын Проститутки — Bad Bars (9 марта 2019). Победитель — ΨBoy (3:0). - Пачука VS Юля Kiwi (17 марта 2019). Победитель — Юля Kiwi (0:3). - Катровасер VS Электромышь (14 апреля 2019). Победитель — Катровасер (3:0). | Summer Trip - Palmdropov VS Abbalbisk (29 июня 2019). Победитель — Abbalbisk (1:2). - Огеl VS Рома Сван (6 июля 2019). Победитель — Огеl (3:0). - Vs94ski VS Браги (13 июля 2019). Победитель — Браги (0:3). - Корифей VS Коснарт (20 июля 2019). Победитель — Корифей (2:1). - Stand Up Club #1 (Женя Сидоров & Гарик Оганисян) VS ХХОС & Райтраун — 2x2 Stand Up Battle (28 июля 2019). Победители — Stand Up Club #1 (2:1). | New Era - МЦ Похоронил VS Диктатор UAV — BPM (21 сентября 2019). Победитель — МЦ Похоронил (2:1). - LeTai VS MickeyMouse — BPM (28 сентября 2019). Победитель — MickeyMouse (0:3). - Obe 1 Kanobe VS Edik_Kingsta (4 октября 2019). Победитель — Obe 1 Kanobe (2:1). - Cram Squad (Mike Styx & Экспайн) VS Нищета и Собаки (T!MMi & Soul) — BPM (16 октября 2019). Победители — Cram Squad (3:0). - Гнойный & Fallen MC VS Олег Монгол & Zip.Zipulia — Dance Bars (19 октября 2019). Победители — Олег Монгол & Zip.Zipulia (0:1). - Огеl VS Юля Kiwi (26 октября 2019). Победитель — Огеl (2:1). - Микси VS ΨBoy — BPM (2 ноября 2019). Победитель — ΨBoy (1:2). |

| Generation - Огеl VS Керамбит (26 декабря 2019). Победитель — Керамбит (0:3). - Oxxxymiron VS Schokk — Epic Rap Battle (6 января 2020). Ничья. - Энди Картрайт VS Млечный — BPM (18 января 2020). Победитель — Млечный (1:2). - Gokilla VS Halloween — BPM (25 января 2020). Победитель — Halloween (0:3). - Гарик Оганисян & Жаба Аркадьевна VS Пачука & Тот Самый (10 февраля 2020). Победители — Пачука & Тот Самый (1:2). - Артём Татищевский VS Isla de Muerta — BPM (16 февраля 2020). Победитель — Isla de Muerta (0:3). | Backyard - Seimur VS Palmdropov (22 августа 2020). Победитель — Seimur (по результатам зрительского голосования). - Sheraph’gun VS МЦ Похоронил (29 августа 2020). Победитель — МЦ Похоронил (по результатам зрительского голосования). - Юля Kiwi VS ХХОС (5 сентября 2020). Победитель — ХХОС (по результатам зрительского голосования). - Kickshot VS T!MMi — BPM (12 сентября 2020). Победитель — T!MMi (по результатам зрительского голосования). - ΨBoy VS Жаба Аркадьевна (19 сентября 2020). Победитель — ΨBoy (по результатам зрительского голосования). | Da Shift - Огеl VS D’yadya J.i. (14 февраля 2021). Победитель — Огеl (3:0). - T!MMi VS OttO — BPM (20 февраля 2021). Победитель — OttO (0:3) - Горизонт VS Palmdropov (27 февраля 2021). Победитель — Горизонт (3:0). - Диктатор UAV VS Млечный (6 марта 2021). Победитель — Млечный (0:3). |

| 7 - МЦ Похоронил VS V.V. VS OttO VS Sector VS Диктатор UAV — Deathmatch Clash (14 августа 2021). Победитель — V.V. (по результатам зрительского голосования). - D’yadya J.i. VS Корней Тарасов — Mixfight Bars (21 августа 2021). Ничья. - Юля Kiwi VS Mireku Djima — Queen of the Ring BPM (29 августа 2021). Победитель — Юля Kiwi (3:0). - ΨBoy VS ХХОС — Compliment Battle (5 сентября 2021). Ничья. - Коснарт VS Династ (11 сентября 2021). Победитель — Династ (1:2). - Walkie VS LeTai — Oldschool BPM (18 сентября 2021). Победитель — Walkie (2:1). - Жаба Аркадьевна VS Palmdropov — Blitz Battle (25 сентября 2021). Победитель — Palmdropov (0:3). | Infinity - KnownAim VS ХХОС VS Walkie VS Odinnadcatiy VS Корифей — Deathmatch Clash (16 октября 2021). Победитель — Walkie (по результатам зрительского голосования). - МЦ Похоронил VS Хайд (23 октября 2021). Победитель — Хайд (1:2). - ИзТолпЫ VS Smoke[PlanB] — BPM (30 октября 2021). Победитель — ИзТолпЫ (2:1). - Vs94ski VS Palmdropov (7 ноября 2021). Победитель — Vs94ski (3:0). - Seimur VS Марк Сергиенко — Blitz Battle (14 ноября 2021). Победитель — Seimur (2:1). | Chains - Микси VS Диктатор UAV VS Walkie VS Abbalbisk VS Жаба Аркадьевна — Deathmatch A capella (17 марта 2022). Победитель — Диктатор UAV (по результатам зрительского голосования). - Gokilla VS Mireku Djima — BPM (26 марта 2022). Победитель — Mireku Djima (0:3). - Dим VS MZLFF VS Мак Скири VS MickeyMouse VS Raybax — Deathmatch Clash (2 апреля 2022). Победитель — MZLFF (по результатам зрительского голосования). - Vs94ski VS Movec (10 апреля 2022). Победитель — Movec (1:2). - Ирен VS Чурдаль — Queen of the Ring BPM (17 апреля 2022). Победитель — Чурдаль (1:2). - Тот Самый VS ΨBoy — Musical Bars (1 мая 2022). Победитель — ΨBoy (по результатам зрительского голосования). |

| X - Шумм VS RAM aka Грязный Рамирес — BPM (23 июля 2022). Победитель — Шумм (3:0). - Palmdropov VS Микси (30 июля 2022). Победитель — Palmdropov (3:0). - Klava Bravo VS OttO — Auto-Tune Battle (6 августа 2022). Победитель — OttO (1:2). - R1Fmabes VS Gangsburg VS Ирен VS Майк Стикс VS Isla de Muerta — Deathmatch Clash (13 августа 2022). Победитель — R1Fmabes (по результатам зрительского голосования). - Басота VS Диктатор UAV — BPM (20 августа 2022). Победитель — Диктатор UAV (1:2). - ХХОС VS Все (27 августа 2022). Победитель — ХХОС. | 11 - OttO VS Raybax — BPM (16 октября 2022). Победитель — OttO (2:1). - Gokilla VS Млечный VS Шумм VS Юля Kiwi VS Эрнесто Заткнитесь — Deathmatch Clash (23 октября 2022). Победитель — Gokilla (по результатам зрительского голосования). - Vs94ski VS Abbalbisk — Title Match (30 октября 2022). Победитель — Abbalbisk (2:3). - Крутые бобры (ИзТолпЫ & Кукиш с Хаслом) VS Нищета и Собаки (T!MMi & Soul) — BPM. Победители — Крутые бобры (3:0). - KnownAim VS Экспайн — Auto-Tune Battle. Победитель — KnownAim (3:0). - Sector & Palmdropov VS Sheraph'gun & Колян Борян & Shala & Мёртвая Точка — Selection - Verch.Fate VS Verlieber VS Стvрый Стиль VS Poison Cock VS REDDOGY — Selection BPM |

## Zlovo EKB
Весной 2019 года исполнительный директор Slovo Дмитрий «Johnny Quid» Капранов сообщил об уходе проекта из Екатеринбурга в связи с организационными разногласиями. Вскоре название площадки было сменено на ZLOVO EKB.
Первый сезон Slovo в Екатеринбурге прошёл в 2014 году, но так и не был завершён, оборвавшись на стадии полуфинала. В итоге победитель сезона не был определён, но остались два финалиста — Дмитрий «Шумм» Краев и Григорий «Paragrin» Рябков. Проведение сезона сопровождалось серьёзными организационными проблемами: многие баттлы не соответствовали должному уровню, только незначительное количество баттлов было опубликовано на официальном канале, остальные доступны только в виде любительских видеозаписей, либо вовсе не были выпущены в сеть. Организацией сезона занимались Кирилл «4Ч» Черненко и Павел «МЦ камар» Ставров.
В декабре 2015 года филиал был возрождён в формате промо-встреч. Организаторы отошли от стандартной турнирной таблицы с баттлами на выбывание. Для определения действующего чемпиона проводится «Title Match», в котором участвуют баттлеры, набравшие наибольшее количество очков. По результатам титульного матча, чемпионом сезона стал Дмитрий «Браги» Чайко. Организатор — Григорий «Paragrin» Рябков.
В 2017 году стартовал третий сезон, начиная с которого турнир предполагает постоянный приток новых участников. Для новичков существует отдельная подлига — «Червивая нога», успешное выступление в которой позволяет пройти в основную лигу. По итогам сезона, претендентом на чемпионство стал Иван «Электромышь» Власов. В 2019 году был проведён второй в истории площадки «Title Match», в ходе которого Браги удалось удержать чемпионский пояс. Организатор — Максим «Очередной Картавый» Махов.
| Power - Жаба Аркадьевна VS Сережа Сотников Рэпер — 3по3 (6 апреля 2019). Победитель — Сережа Сотников Рэпер (по результатам зрительского голосования). - ИзТолпЫ VS Masta.M — BPM (13 апреля 2019). Победитель — ИзТолпЫ (по результатам зрительского голосования). - Movec VS Кепкин — Bad Bars (20 апреля 2019). Победитель — Movec (по результатам зрительского голосования). - Пупимов VS Дерринет — Trash-BPM (27 апреля 2019). Победитель — Дерринет (по результатам зрительского голосования). - Sector VS Очередной Картавый — Shot Battle (4 мая 2019). Победитель — Sector (по результатам зрительского голосования). Червивая нога - МЦ с Завода VS BFDG (7 июня 2019). Победитель — BFDG (по результатам зрительского голосования). - Rexton VS HS (не опубликован). - Артём Батлит VS Константин Сергеевич (не опубликован). - PoleMMik VS АС (не опубликован). | Summertime Madness 4 - ХХОС VS Браги — Shot Battle (14 июля 2019). Победитель — ХХОС (по результатам зрительского голосования). - Тот Самый Коля VS Очередной Картавый — Yomama Battle (20 июля 2019). Победитель — Тот Самый Коля (по результатам зрительского голосования). - Sector VS Жаба Аркадьевна — Shot Battle (27 июля 2019). Победитель — Жаба Аркадьевна (по результатам зрительского голосования). - ИзТолпЫ VS Walkie — BPM (1 августа 2019). Победитель — ИзТолпЫ (по результатам зрительского голосования). - Электромышь VS Кепкин (3 августа 2019). Победитель — Электромышь (3:0). - Loki Laufeyjar sonr VS Chill — BPM (23 августа 2019). Победитель — Loki Laufeyjar sonr (по результатам зрительского голосования). New Top8 EKB - Railgun Kain VS Артём Батлит (24 июля 2019). Победитель — Артём Батлит (0:3). - Никита Грули VS BFDG (29 августа 2019). Победитель — Никита Грули (3:0). - МЦ с Завода VS Пупимов (не опубликован). - Константин Сергеевич VS HS (не опубликован). | Harvest - Vs94ski VS Серёжа Сотников Рэпер (5 октября 2019). Победитель — Vs94ski (по результатам зрительского голосования). - Жаба Аркадьевна VS Очередной Картавый — Shot Battle (18 октября 2019). Победитель — Жаба Аркадьевна (по результатам зрительского голосования). - 13/47 VS Тот Самый — BPM (1 ноября 2019). Победитель — Тот Самый (по результатам зрительского голосования). - Мартовский VS Рус(Tatar’Nigga) — BPM (23 ноября 2019). Победитель — Мартовский (по результатам зрительского голосования). New Top8 EKB - Пупимов VS Артём Батлит (16 ноября 2019). Победитель — Артём Батлит (0:3). - Никита Грули VS Константин Сергеевич (не опубликован). - BFDG VS Railgun Kain (не опубликован). |

| Untitled - Электромышь VS Браги — Title Match (7 января 2020). Победитель — Браги (0:5). - B1GVZZ VS Артём Батлит (19 января 2020). Победитель — Артём Батлит (1:2). - Кирилл Че VS Кепкин — Bad Bars (27 января 2020). Победитель — Кепкин (по результатам зрительского голосования). - Шумм VS ИзТолпЫ — Move the Crowd (1 февраля 2020). Ничья (по результатам зрительского голосования). - Baji Tempero VS Railgun Kain (12 февраля 2020). Победитель — Baji Tempero (3:0). - Shala VS Зигабой (не опубликован). Победитель — Shala (3:0). | Tombstone - Seimur VS Пиэм — Shot Battle (22 февраля 2020). Победитель — Пиэм (по результатам зрительского голосования). - Гоффарт VS Gёtze (29 февраля 2020). Ничья (по результатам зрительского голосования). - Кепкин VS Walkie — BPM (7 марта 2020). Победитель — Walkie (по результатам зрительского голосования). - Кэлпи VS Артём Батлит (14 марта 2020). Победитель — Кэлпи (по результатам зрительского голосования). - Очередной Картавый VS Браги — Compliment Battle (21 марта 2020). Ничья (по результатам зрительского голосования). | Summertime Madness V - ИзТолпЫ VS Корифей — BPM (13 июля 2021). Победитель — ИзТолпЫ (по результатам зрительского голосования). - Кепкин VS Baji Tempero — 3по3 (16 августа 2021). Победитель — Baji Tempero (по результатам зрительского голосования). - Кукиш с Хаслом VS Palmdropov — Bad Bars (28 августа 2021). Победитель — Palmdropov (по результатам зрительского голосования). - Railgun Kain VS Shala (19 сентября 2021). Ничья (по результатам зрительского голосования). - Электромышь VS ΨBoy — Shot Battle (3 октября 2021). Победитель — ΨBoy (по результатам зрительского голосования). |

| Спасибо - Кэлпи VS Горизонт — 3по3 (4 декабря 2021). Победитель — Горизонт (по результатам зрительского голосования). - Кукиш с Хаслом VS Мак Скири — BPM (14 декабря 2021). Ничья (по результатам зрительского голосования). - Palmdropov VS ΨBoy VS Sector — Shot Battle (1 января 2022). Победитель — ΨBoy (по результатам зрительского голосования). - Shala VS Sheraph’gun (24 января 2022). Победитель — Sheraph’gun (по результатам зрительского голосования). - МЦ Справа & Kektorium VS Кепкин & Baji Tempero (13 февраля 2022). Победители — Кепкин & Baji Tempero (по результатам зрительского голосования). | Heartless - Vs94ski VS Горизонт - Shala VS Майк - Айс VS Kektorium - Человек-Спам VS Электромышь — BPM - Movec VS Гарик Оганисян — Shot Battle |